# Keita Watabe
Keita Watabe (japonsky: 渡部 桂太, * 30. srpna 1993 Jokkaiči) je japonský reprezentant ve sportovním lezení, vicemistr Asie v boulderingu, v roce 2017 získal tři medaile v závodech světového poháru.

## Výkony a ocenění
- 2015: vicemistr Asie
- 2017: čtvrté místo v celkovém hodnocení světového poháru, medaile mu unikla chybou v posledním závodu
- 2017: nominace na prestižní mezinárodní závody Rock Master v italském Arcu
- 2018: vicemistr Asie

### Závodní výsledky
| Arco Rock Master | Arco Rock Master |
| Rok              | 2017             |
| ---------------- | ---------------- |
| Bouldering       | 5                |

| Mistrovství světa | Mistrovství světa | Mistrovství světa |
| Rok               | 2016              | 2018              |
| ----------------- | ----------------- | ----------------- |
| Rychlost          | —                 | 61                |
| Bouldering        | 19                | 4                 |

| Světový pohár       | Světový pohár  | Světový pohár       | Světový pohár  | Světový pohár     |
| Rok                 | 2015           | 2016                | 2017           | 2018              |
| ------------------- | -------------- | ------------------- | -------------- | ----------------- |
| Obtížnost           | —              | —                   | 0              | —                 |
| jednotlivě*         | —              | —                   | ,32,           | —                 |
|                     |                |                     |                |                   |
| Rychlost            | —              | 0                   | —              | —                 |
| jednotlivě*         | —              | ,35,                | —              | —                 |
|                     |                |                     |                |                   |
| Bouldering          | 56-59          | 23-24               | 4              | 16                |
| jednotlivě* (1/0/2) | 61,28,33,33,39 | 16,8,41,20,25,23,39 | 35-37,8,6,,,4, | 9,27,27,9,23,8,23 |
|                     |                |                     |                |                   |
| Kombinace           | —              | —                   | 11-12          | —                 |

* poznámka: nalevo jsou poslední závody v roce;
v roce 2017 se kombinace počítala i za jednu disciplínu, v roce 2018 za tři
| Mistrovství Asie | Mistrovství Asie | Mistrovství Asie | Mistrovství Asie | Mistrovství Asie |
| Rok              | 2015             | 2016             | 2017             | 2018             |
| ---------------- | ---------------- | ---------------- | ---------------- | ---------------- |
| Obtížnost        | —                | —                | 21               | —                |
| Rychlost         | —                | —                | 29               | —                |
| Bouldering       | 2                | 7                | 3                | 2                |

| Mistrovství světa juniorů | Mistrovství světa juniorů | Mistrovství světa juniorů |
| Rok                       | 2008 kat. B               | 2010 kat. A               |
| ------------------------- | ------------------------- | ------------------------- |
| Obtížnost                 | 10                        | 29                        |